# Tau-getal
In de getaltheorie is een {\displaystyle \tau }-getal (uitgesproken als "tau-getal"; Eng. refactorable number) een natuurlijk getal dat deelbaar is door het aantal delers van dat getal (inclusief 1 en het getal zelf).
De functie {\displaystyle \tau } wordt meestal gebruikt om het aantal delers van een getal aan te geven. De definitie kan dan daarmee geformuleerd worden als:
- Een natuurlijk getal {\displaystyle n} is een {\displaystyle \tau }-getal, als {\displaystyle \tau (n)\ |\ n} (waarin het teken “{\displaystyle |}” staat voor “is deelbaar op”).

Voorbeelden
- De delers van het getal {\displaystyle 18} zijn: {\displaystyle 1,2,3,6,12,18}. Het aantal delers is {\displaystyle 6}, en {\displaystyle 6} is deelbaar op {\displaystyle 18}. Dus is {\displaystyle 18} een {\displaystyle \tau }-getal.
- Het getal {\displaystyle 60} heeft de volgende delers: {\displaystyle 1,2,3,4,5,6,10,12,15,20,30,60}. Dus: {\displaystyle \tau (60)=12}, en {\displaystyle 12\ |\ 60}. Daarmee is {\displaystyle 60} een {\displaystyle \tau }-getal.
- De delers van {\displaystyle 20} zijn: {\displaystyle 1,2,4,5,10,20}. Dus {\displaystyle \tau (20)=6}, en {\displaystyle 6} is niet deelbaar op {\displaystyle 20}. Het getal {\displaystyle 20} is daarmee geen {\displaystyle \tau }-getal.

De eerste drieëndertig getallen in de rij met {\displaystyle \tau }-getallen zijn:
{\displaystyle {\begin{aligned}&1,2,8,9,12,18,24,36,40,56,60,72,80,84,88,96,104,108,128,\\&\ \ \ \ \ 132,136,152,156,180,184,204,225,228,232,240,248,252,276\\\end{aligned}}}
Opmerking. In de wiskundige literatuur komt ook {\displaystyle \sigma _{0}} (Eng. divisor sigma 0) voor als functie die het aantal delers van een getal geeft. Dus: {\displaystyle \sigma _{0}(n)=\tau (n)}.

## Eigenschap van de functieτ{\displaystyle \tau }
- De functie {\displaystyle \tau } is een multiplicatieve functie, dat wil zeggen dat voor ieder tweetal natuurlijke getallen {\displaystyle m,n} die relatief priem zijn, geldt:

{\displaystyle \tau (mn)} = {\displaystyle \tau (m)\cdot \tau (n)}.
Is namelijk {\displaystyle m=p^{a}} (met {\displaystyle p} priem), dan is direct duidelijk dat {\displaystyle \tau (m)=a+1} (de delers zijn: {\displaystyle 1,p,{{p}^{2}},...,{{p}^{a}}}). Is daarbij {\displaystyle n=q^{b}} (met {\displaystyle q} priem), dan is het aantal delers van {\displaystyle m\cdot n} gelijk aan {\displaystyle (a+1)(b+1)}; met andere woorden:
{\displaystyle \tau ({{p}^{a}}{{p}^{b}})=(a+1)(b+1)}
Voor een getal {\displaystyle n} dat is ontbonden in priemfactoren, {\displaystyle n=p_{1}^{{a}_{1}}p_{2}^{{a}_{2}}...p_{k}^{{a}_{k}}}, is dan:
{\displaystyle \tau (n)=({{a}_{1}}+1)({{a}_{2}}+1)...({{a}_{k}}+1)}

## Enkele eigenschappen vanτ{\displaystyle \tau }-getallen
- Als de {\displaystyle \tau }-getallen {\displaystyle m,n} relatief priem zijn, dan is {\displaystyle m\cdot n} ook een {\displaystyle \tau }-getal.

Bewijs. Dit volgt direct uit het feit dat de functie {\displaystyle \tau } een multiplicatieve functie is.
- Alle oneven {\displaystyle \tau }-getallen zijn kwadraatgetallen (zoals de {\displaystyle \tau }-getallen {\displaystyle 9} en {\displaystyle 441}).

Bewijs. Is {\displaystyle n=p_{1}^{{a}_{1}}p_{2}^{{a}_{2}}...p_{k}^{{a}_{k}}} een oneven {\displaystyle \tau }-getal, dan is voor iedere {\displaystyle i\ (=1,2,...,k)} het getal {\displaystyle (a_{i}+1)} een deler van {\displaystyle n}. Dus is {\displaystyle a_{i}+1} oneven. Met andere woorden voor iedere {\displaystyle i} is {\displaystyle a_{i}} even. Met {\displaystyle a_{i}=2b_{i}} is dan:
{\displaystyle n={{(p_{1}^{{b}_{1}}p_{2}^{{b}_{2}}...p_{k}^{{b}_{k}})}^{2}}}
- Er zijn geen vier opeenvolgende {\displaystyle \tau }-getallen.[5]
- Het aantal paren {\displaystyle \tau }-getallen {\displaystyle (n,n+1)} is (wellicht) oneindig groot:[5][6]

{\displaystyle (1,2),(8,9),(1520,1521),(50624,50625),...}
- De natuurlijke dichtheid van de {\displaystyle \tau }-getallen is gelijk aan {\displaystyle 0}.[7]
- De vergelijking {\displaystyle {\text{ggd}}(n,x)=\tau (n)} heeft oplossingen.[3]

## Geschiedenis
Cooper en Kennedy definieerden de {\displaystyle \tau }-getallen in 1990 en toonden aan dat deze getallen een natuurlijke dichtheid nul hebben. In 1999 werden de getallen herontdekt door Colton met behulp van een computerprogramma dat hij had gemaakt om definities in de getaltheorie en de grafentheorie te beoordelen. Hij noemde de getallen “refactorable”. Hoewel computerprogramma’s al eerder bewijzen hadden opgeleverd, was dit een van de eerste keren dat een computerprogramma een nieuw concept ontdekte. Colton bewees onder andere dat er oneindig veel {\displaystyle \tau }-getallen zijn.